# Eugen Wöhrle
Eugen Wöhrle (* 25. September 1853 in Rosenheim; † 9. April 1925 in München) war ein deutscher Kirchenmusiker.
Wöhrle war Schüler der Königlich Bayerischen Musikschule in München und studierte anschließend an der Kreislehrer-Bildungsanstalt von Oberbayern, was er im November 1880 als Lehrer für Gesang und Violine abschloss. Seit dem Wintersemester 1872/73 war er Mitglied der musischen Studentenverbindung Akademischer Gesangverein München im SV. Bekannt wurde er als Kirchenmusiker den führenden Münchner Kirchen. Ab 1886 wirkte er als Chordirigent an St. Michael, dann war er von 1888 bis 1919 als Nachfolger von Karl Greith Domkapellmeister der Liebfrauenkirche, wo er sich besonders für die Pflege des älteren Chorrepertoires einsetzte. Nachhaltige Wirkung hatte er auch durch seine Mitwirkung an zahlreichen Aktivitäten im Münchner Musikleben, so war er 1881 der Gründer der Münchener Chorschule für das Volk, aus der der Münchener Chorschulverein hervorging, den er bis 1916 leitete. Er war weiterhin Mitbegründer des Tonkünstlervereins und Mitglied des Allgemeinen Richard Wagner-Vereins. 1888 heiratete er seine Schülerin Anna Krom, mit der er eine Tochter hatte. Sein Nachlass befindet sich in der BSB München und gibt durch die Sammlung von Konzertprogrammen eingehend Auskunft über sein künstlerisches Schaffen als Domkapellmeister. Weitere Dokumente ermöglichen Einblicke in die Aktivitäten der Vereine, an denen er mitwirkte; sie geben vielfältige Einblicke in das Münchner Musikleben des späten 19. und frühen 20. Jahrhunderts.